# Нафтонасиченість пласта
Нафтонасиченість пласта (рос. нефтенасыщенность пласта, англ. reservoir oil saturation, bed oil saturation, нім. Erdölsättigung f der Schicht) — вміст нафти в породі-колекторі.

## Загальний опис
Розрізняють: початкову, поточну і кінцеву водонафтогазонасиченість. Значення насиченості гірських порід флюїдами і газом визначають лабораторним методом і геофізичними методами та використовують у підрахунку запасів нафти і газу, контролі та регулюванні за розробкою нафтових і газових родовищ та при оцінці технологічної ефективності застосовуваних методів збільшення нафтогазоконденсатовіддачі пластів.
Виражається в частках або відсотках від об'єму порового простору. Неповне насичення нафтою всього порового простору зумовлене наявністю в ньому залишкової, або зв'язаної води і газу у вільному стані. Для переважного числа порід-колекторів початкова Н.п. (визначається до початку розробляння родовища) залежить від проникності (чим менша проникність, тим менша Н.). На практиці Н. визначають за даними геофізичних і гідродинамічних досліджень свердловин, а також на основі аналізу керна. Результати визначення Н. використовують для підраховування запасів і контролювання за розроблянням родовища.
Нафтонасиченість пласта характеризується параметрами:
- Нафтонасиченість пласта залишкова (рос. нефтенасыщенность [пласта] остаточная; англ. residual oil saturation; нім. Resterdölsättigung f (der Schicht)) — нафтонасиченість пористого середовища (пласта) в заводненій частині пласта (чи після завершення розробляння покладу на інших режимах або застосування інших витіснювальних аґентів); визначають в лабораторії за результатами витіснення нафти витіснювальними аґентами, використовують для оцінювання видобувних запасів нафти і при проектуванні показників розробляння нафтового покладу.
- Коефіцієнт залишкової нафтонасиченості (газонасиченості) — гранично нижнє значення коефіцієнта насиченості пустотного простору даною фазою, при якої можливий її рух.